# Defensive Back

Die Defensive Backs (auch Secondary genannt) sind die letzte Verteidigungsreihe der Defense im American Football.

Das Defensive Backfield besteht aus Safeties und Cornerbacks, deren Hauptaufgabe die Verteidigung des gegnerischen Passspiels ist. In den typischen Abwehrformationen 3-4 Defense (drei Defensive Linemen und vier Linebacker) und 4-3 Defense (vier Defensive Linemen und drei Linebacker) gibt es jeweils zwei Safeties und zwei Cornerbacks.
Bei den Safeties handelt es sich um einen Strong Safety der auch nahe der Line of Scrimmage bei der Verteidigung der Laufspiele eingesetzt wird und dem Free Safety, der als letzter Mann insbesondere für die Verteidigung tiefer Pässe zuständig ist. Die beiden Cornerbacks spielen als Manndecker nah an den gegnerischen Wide Receivern, um ihnen Passfänge zu verwehren. Dies geht von reiner Manndeckung (man to man coverage), bei der die Cornerbacks mit ihrem jeweiligen Receiver sogar die Angriffsseite wechseln, bis zur Zonenverteidigung (zone coverage), bei der die Cornerbacks Receiver in ihrer Zone, mit den Safeties und z. T. auch Linebackern, fließend übernehmen und übergeben.
Bringt die Defense mehr als vier Defensive Backs aufs Feld (in offensichtlichen Passsituationen oder weil die gegnerische Offense drei oder mehr Wide Receiver aufstellt), so ist dies ein sogenannter Nickelback, der einen Defensive Lineman oder einen Linebacker ersetzt. Der Nickelback ist ein weiterer Cornerback, dessen Name von der amerikanischen 5-Cent-Münze (Nickel) stammt.
Bringt die Defense einen weiteren, sechsten, Defensive Back für einen Defensive Lineman oder Linebacker, so ist dies ebenfalls meist ein Cornerback und wird Dime Back genannt. Der Begriff Dime ist abgeleitet von der amerikanischen 10-Cent-Münze (Dime), da zwei Nickel einen Dime ergeben.
Seltener gibt es auch noch die sogenannte Quarter-Defense (angelehnt an die nächstgrößere Münze: den Quarter-Dollar), bei der ein siebter Defensive Back aufs Feld kommt. Dies ist dann oft ein Safety, da der dritte Safety eines Teams meist besser ist als der fünfte Cornerback. Diese auch Prevent Defense (dt. verhindern) genannte Verteidigung wird fast ausschließlich eingesetzt, wenn die gegnerische Offense kurz vor Schluss noch versucht mit einem Hail-Mary-Pass einen Touchdown zu erzielen. Wie der Name schon andeutet, wird nur noch versucht den Punktgewinn zu verhindern, während ein kurzer oder mittlerer Raumgewinn im Zweifelsfall hingenommen wird. Um Verwechslungen mit dem Spielführer der Offense, dem Quarterback, zu vermeiden, wird der siebte Defensive Back jedoch nicht Quarter Back genannt.